# Oclusiva retrofleja eyectiva
La oclusiva retrofleja eyectiva es un sonido consonántico no pulmonar usado en algunos idiomas hablados, su símbolo en el alfabeto fonético internacional es el de una oclusiva retrofleja sorda ⟨ʈ⟩ con el apóstrofo modificador que tienen todas las consonantes eyectivas, ⟨ʈʼ⟩, su símbolo equivalente en X-SAMPA es «t`_>».

## Características
- Al ser una oclusiva se produce por una detención del flujo de aire y su posterior liberación.
- Su punto de articulación es retroflejo, lo que prototípicamente significa que está articulado subapical (con la punta de la lengua doblada hacia arriba), pero más generalmente significa que es postalveolar sin palatalizarse. Es decir, además de la articulación subapical prototípica, el contacto de la lengua puede ser apical (puntiagudo) o laminal (plano).
- Su tipo de fonación es sorda, lo que significa que las cuerdas vocales no vibran durante la articulación.
- Es una consonante oral, lo que significa que el aire puede escapar únicamente por la boca.
- Es una consonante central , lo que significa que se produce dirigiendo la corriente de aire a lo largo del centro de la lengua, en lugar de hacia los lados.
- El mecanismo de la corriente de aire es eyectivo (egresivo glótico), lo que significa que el aire es expulsado al bombear la glotis hacia arriba.

## Ocurre en
| Idioma | Idioma    | Palabra | AFI      | Significado | Notas                                                             |
| ------ | --------- | ------- | -------- | ----------- | ----------------------------------------------------------------- |
| Yokuts | Wukchumni | ṭʼa∙yʼ  | [ʈʼaːjˀ] | 'Plumón'    | Fonémicamente distinto, no se encuentra en otros dialectos Yokuts |